# 萨尔特河畔努瓦延
萨尔特河畔努瓦延（法語：Noyen-sur-Sarthe，法語發音：[nwajɛ̃ syʁ saʁt]）是法国萨尔特省的一个市镇，属于拉弗莱什区。

## 地理
萨尔特河畔努瓦延（47°52'23"N, 0°5'56"W）面积43.58 平方千米，位于法国卢瓦尔河地区大区萨尔特省，该省份为法国西北部内陆省份，北起顺时针与奥恩省、厄尔-卢瓦省、卢瓦-谢尔省、安德尔-卢瓦尔省、曼恩-卢瓦尔省和马耶讷省接壤，是法国大西部的入口，连接卢瓦尔河谷、布列塔尼和巴黎盆地。
与萨尔特河畔努瓦延接壤的市镇（或旧市镇、城区）包括：皮尔米勒、阿瓦斯、迪雷伊、萨尔特河畔马利科讷、圣让迪布瓦、萨尔特河畔费尔塞、塔塞。

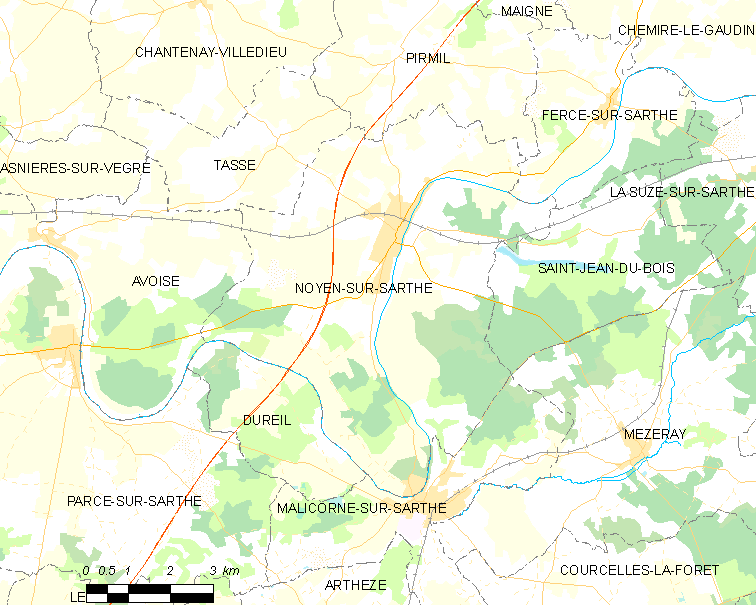
萨尔特河畔努瓦延的OSM定位图

萨尔特河畔努瓦延的时区为UTC+01:00、UTC+02:00（夏令时）。

## 行政
萨尔特河畔努瓦延的邮政编码为72430，INSEE市镇编码为72223。

## 政治
萨尔特河畔努瓦延所属的省级选区为卢埃县。

## 人口

1962-2008年间萨尔特河畔努瓦延人口变化图示

萨尔特河畔努瓦延于2022年1月1日时的人口数量为2585人。